# Go-Horikawa

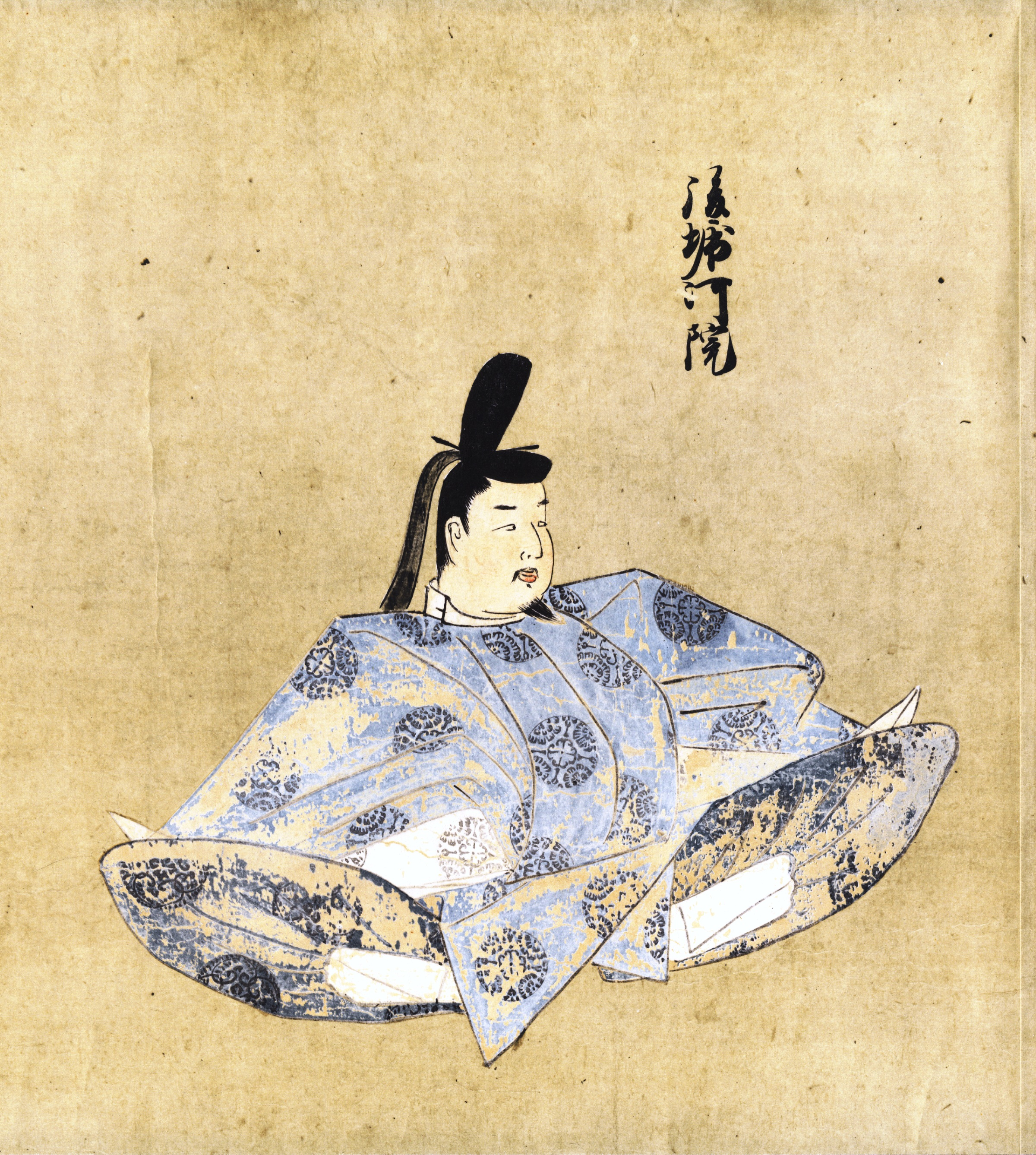
Go-Horikawa

Kaiser Go-Horikawa (jap. 後堀河天皇, Go-Horikawa-tenō; * 22. März 1212; † 31. August 1234) war der 86. Kaiser von Japan (29. Juli 1221–17. November 1232). Sein Eigenname war Yutahito (茂仁).
Er war ein Enkel von Kaiser Takakura und der Vater von Kaiser Shijō.
Sein Vater Prinz Morisada war der zweite Sohn Kaisers Takakura und man nannte diesen Go-Takakura-in (後高倉院). Vor seiner Krönung bereitete er sich vor, buddhistischer Mönch zu werden, aber das Kamakura-Shogunat wollte ihn nach dem Sieg über die höfische Fraktion im Jōkyū-Krieg als nächsten Kaiser. Er bestieg den Thron im Alter von 10 Jahren, aber sein Vater übte die kaiserliche Macht aus. Offizieller Regent (Sesshō) war zunächst Konoe Iezane, aber Hōjō Yoshitoki war als shikken der tatsächliche Machthaber. Nach dem Tod seines Vaters 1223 regierte der Kaiser selbst. 1232 übergab er seinem ersten Sohn Prinz Mitsuhito den Thron.
Eine seiner Frauen wurde als Takatsukasa-in (鷹司院; † 1275) bezeichnet.